# 김경회 (1952년)
김경회(1952년 6월 15일 ~ )는 대한민국의 정치인이다. 제34·35대 진천군수를 역임했다.

## 역대 선거 결과
|  | 38.6% |

|  | 27.89% |

|  | 40.12% |

|  | 46.04% |

|  | 44.70% |

|  | 35.23% |

|  | 20.11% |

|  | 32.57% |

|  | 42.53% |